# Krim-Pfingstrose
Die Krim-Pfingstrose (Paeonia daurica) ist eine Pflanzenart aus der Gattung der Pfingstrosen (Paeonia) in der Familie der Pfingstrosengewächse (Paeoniaceae). Sie kommt mit sechs Unterarten in Gebirgen vom Westbalkan bis in den Nord-Iran vor. Die größten Blätter aller Pfingstrosen hat dabei Paeonia daurica subsp. macrophylla aus dem Transkaukasus. Die Krim-Pfingstrose ist mit der Korallen-Pfingstrose (Paeonia mascula) nah verwandt.

## Beschreibung

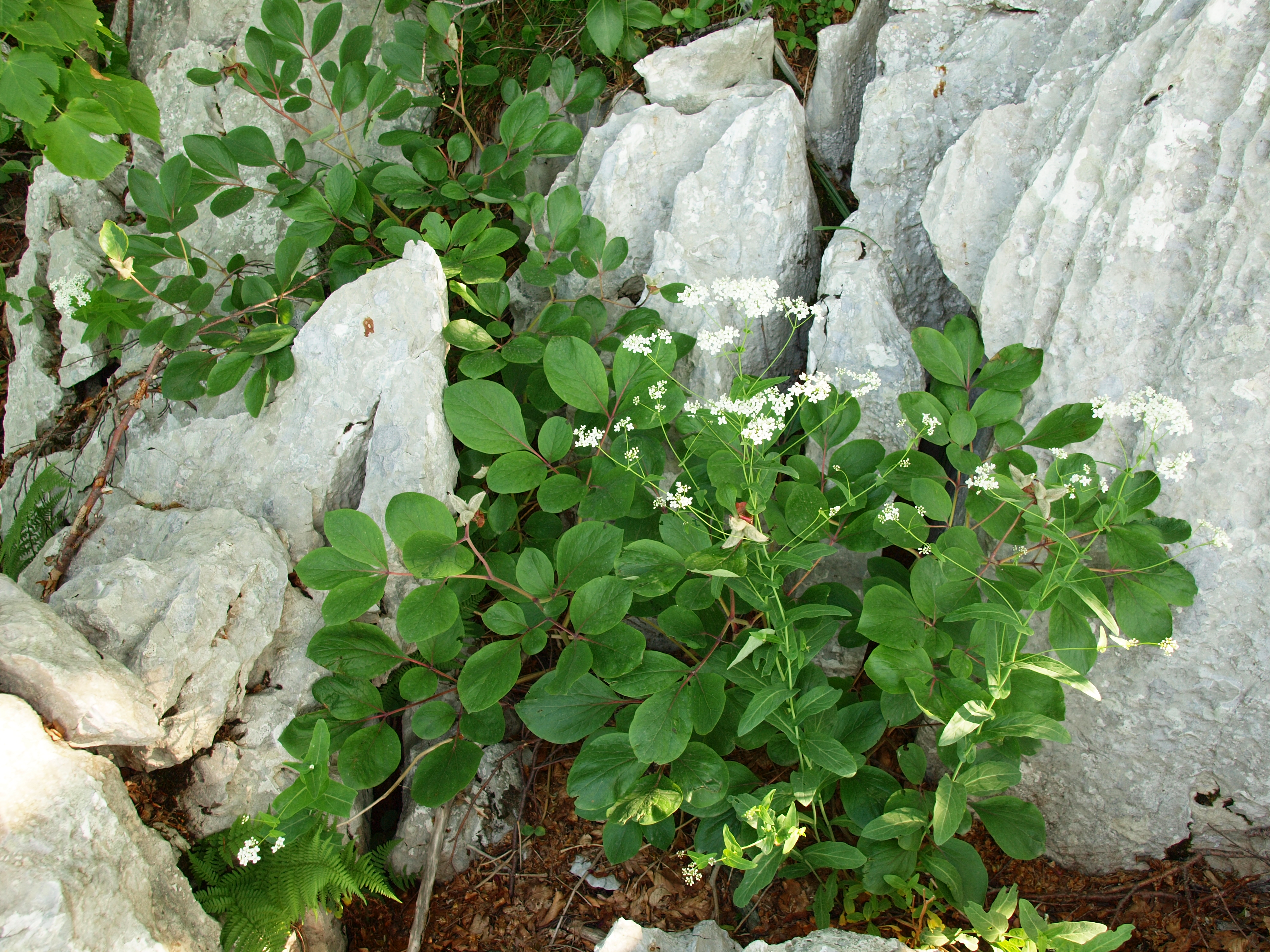
Paeonia daurica am Wildstandort

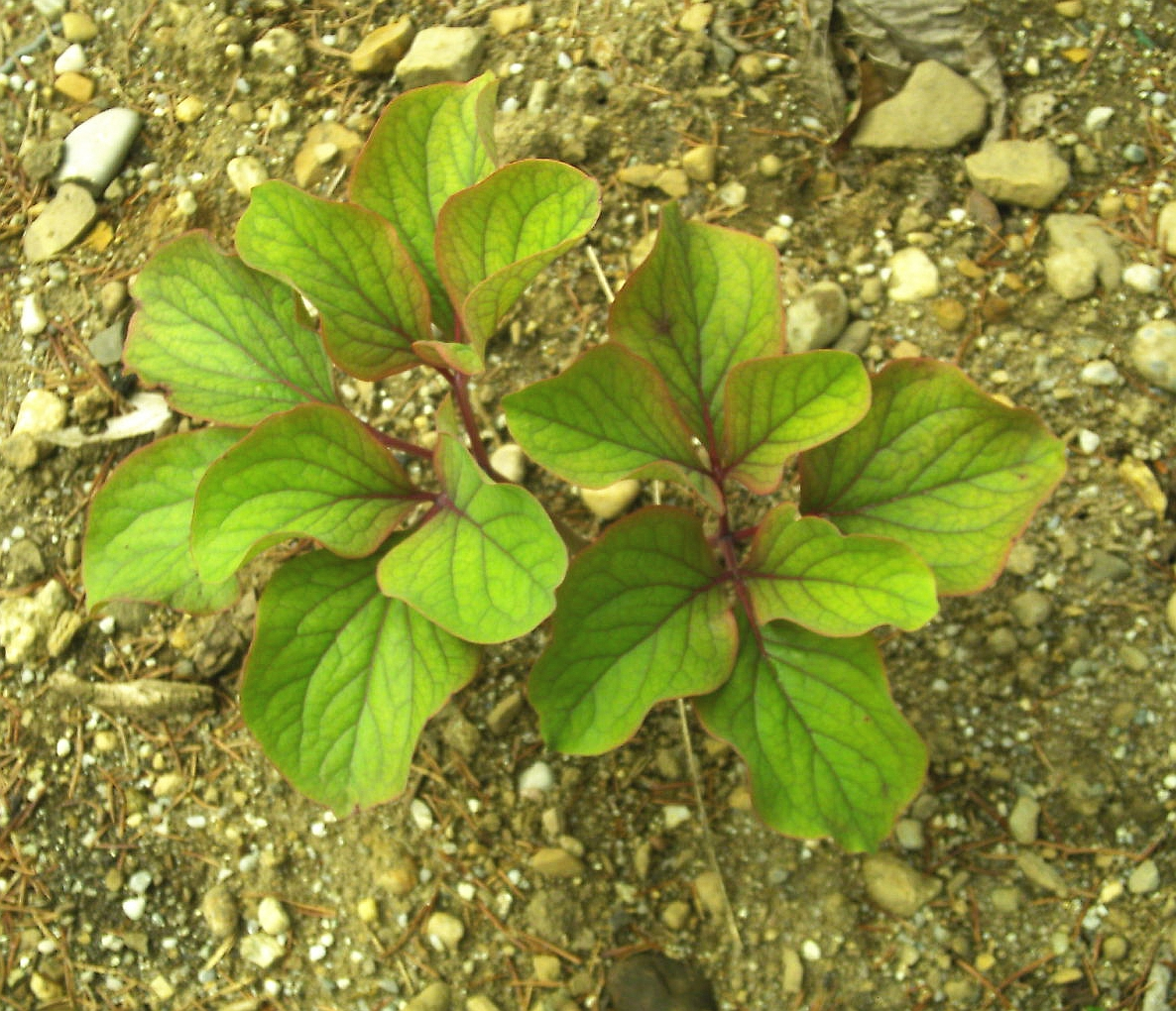
Typ von Paeonia daurica mit fast kreisrunden, gewellten Blättern

### Vegetative Merkmale
Die Krim-Pfingstrose ist eine ausdauernde krautige Pflanze. Zu den Merkmalen der Art Paeonia daurica gehören die leicht verdickten, rübenförmigen Wurzeln. Sie hat zweifach geteilte Laubblätter mit neun Blattsegmenten (bei P. mascula 10 bis 13), selten dreifach geteilte Blätter mit dann bis zu 19 Blattsegmenten; die Blätter sind eiförmig, länglich oder verkehrt-eiförmig und mehr als 3 cm breit. Die Blätter können glatt oder stark behaart sein und variieren in der Größe beträchtlich.

### Generative Merkmale
Die Blüten stehen einzeln ohne oder über bis zwei zu Hochblättern. Die Blüten enthalten zwei bis drei Sepalen, fünf bis acht Petalen und zahlreiche Staubblätter. Der Art-Komplex Paeonia daurica variiert in der Farbe der Petalen, Form und Größe der Blätter und dem Indumentum der Blätter und der Karpelle. Es gibt Formen mit rosa, gelben, weißen und roten Blüten.

## Evolution und Ökologie
Während der quartären Eiszeit ist es durch geographische Isolation einzelner Populationen von Paeonia zur genetischen Einengung der Ursprungssippe von Paeonia daurica gekommen. Ein Hybridisierungsprozess durch Kreuzung verwandter Arten hat so zum noch immer nicht abgeschlossenen Artbildungsprozess geführt. Die Unterarten von Paeonia daurica sind daher auch zu variabel, um sie anhand eindeutiger diakritischer Merkmale in den Rang von Arten zu heben. Die im Mittelmeerraum große Fülle beschriebener Pfingstrosen (Paeonia mascula, Paeonia officinalis, Paeonia cambessedessi, Paeonia corsica, Paeonia daurica, Paeonia peregrina, Paeonia clusii, Paeonia saueri, Paeonia broteroi, Paeonia banatica, Paeonia arietina), deren Radiation durch Hybridisierungsprozesse rezent weitergeht, macht eine Grenzziehung von Art und Unterart schwierig. Erst molekularbiologische Methoden lassen heute eine bessere Unterscheidung zu. Dabei ist der hybride Ursprung der mediterranen Päonien klar belegt worden.
P. daurica ist nicht typisch mediterran, da sie humide Gebirge besiedelt (Orjen, Kaukasus). Die sehr großen Blätter (subsp. wittmanniana, subsp. macrophylla, subsp. tomentosa) wären für Trockenklimate ungünstig. Mittelmeer-Pfingstrosen haben meist schmale Blätter entwickelt (Paeonia clusii, Paeonia peregrina). Stärker behaarte Formen der Krim-Pfingstrose wie Paeonia mlokosewitschii und Paeonia tomentosa haben allerdings einen stärkeren Schutz vor Austrocknung entwickelt. Sie sollten im Garten daher auch in voller Sonne stehen.

### Verbreitung

Paeonia daurica ist mit 6 Unterarten vom Balkan bis in den Nordiran verbreitet.

Das natürliche Verbreitungsgebiet der Paeonia daurica (inklusive aller ihrer Unterarten) sind subtropische Gebirge der Balkanhalbinsel, des Kaukasus und Transkaukasus sowie Nordirans (Elburs-Gebirge).
Standorte sind zumeist subalpine und alpine Höhenstufen (subsp. mlokosewitschii, subsp. wittmanniana, subsp. tomentosa, subsp. macrophylla), aber oft auch montan innerhalb von Eichen-Laubmischwäldern sowie Tannen-Buchen-Mischwäldern (subsp. coriifolia, subsp. mlokosewitschii, daurica s. s.). Paeonia daurica subsp. wittmanniana und Paeonia daurica sensu stricto finden sich zumeist auf Kalkgestein. Daher ist Paeonia daurica sensu stricto in Karstbergen der Krim und des Balkans ein Element submediterraner Strauch- und Garigue-Gesellschaften im Orjen wie auch im Dinarischen Karst-Blockhalden-Tannenwald.
Populationen sind zumeist kleinräumig verteilt und können aus mehreren hundert Individuen zusammengesetzt sein. Einzelne Unterarten sind in ihrem Bestand gefährdet. Die Population der Krim steht auf der Roten Liste gefährdeter Arten der Ukraine. Die Verbreitung ist insgesamt noch ungenügend dokumentiert, da es historisch oft zu Fehlinterpretationen von Paeonia mascula und Paeonia daurica kam.

### Synsoziologie

Artenreicher Mischwald warmer Standorte im Orjen Montenegro, mit Weißtanne, Sommerlinde und Baumhasel. Paeonia daurica ist hier fälschlicherweise noch als Paeonia mascula eingetragen.

Paeonia daurica mit runden gewellten Blätter ist eine relativ seltene Pflanze Ost- und Südosteuropas. Darstellung aus dem Gartenbuch der Kaiserin Josephine von Bonpland (1813).

Paeonia daurica aus dem Herbar der Bayerischen Staatssammlung München.

Die mediterrane Population von Paeonia daurica im Orjen ist näher untersucht. Kennzeichnend ist die montane Verbreitung innerhalb thermophiler Buchenwälder mit strukturlabiler Ausprägung auf stark verkarsteten und blockreichen Schichttreppen. Luv-Hang und Schutz vor Borastürmen sind für die ökologische Einnischung Voraussetzung. Die begleitenden Arten sind zumeist den Hochstaudenfluren zuzurechnen mit bedeutendem Anteil lokal endemischer Formen (Cattani-Lilie, Bleiche Schwertlilie und Orjen-Schwertlilie). Paeonia daurica kommt im Orjen sowohl innerhalb von Wäldern als auch auf offenen Flächen in Kalkfelsspalten vor. Eher feuchtere und halbschattige Lagen sind bevorzugte Standorte. Die artenreichen Mischwälder mit hohem Anteil an tertiären Relikten sind zudem herausragende Biozönosen, die auf ein hohes Alter schließen lassen. Diese Art der offenen Felswälder ist sicher schon eine tertiär bekannte Waldform, die den höheren Artenreichtum gegenüber geschlossenen strukturstabilen Buchenwäldern bis heute bewahrt.
Die Dendroflora der Pfingstrosen-Wälder zeigt zudem mit Sommerlinde, Baumhasel, Schlangenhaut-Kiefer, Weißtanne, Berg-Ahorn und vielen Sträuchern eine subtropisch humide und thermophile Form europäischer montaner Waldtypen.
Lianen sind innerhalb der Pfingstrosenwälder aufgrund ihrer starken Konkurrenzfähigkeit sehr kennzeichnend. Selbst die größeren Hochstauden werden von ihnen als Träger genutzt und überwachsen.
| Art                                                                      | Plot 1 | Plot 2 |
| ------------------------------------------------------------------------ | ------ | ------ |
| Paeonia daurica – Krim-Pfingstrose                                       | 4      | 3      |
| Abies alba – Weißtanne                                                   | 4      | 3      |
| Fagus sylvatica – Rotbuche                                               | 4      | 5      |
| Corylus colurna – Baumhasel                                              | 3      | 0      |
| Ostrya carpinifolia – Europäische Hopfenbuche                            | 0      | 4      |
| Acer pseudoplatanus – Berg-Ahorn                                         | 3      | 3      |
| Acer intermedium                                                         | 0      | 2      |
| Fraxinus excelsior – Gemeine Esche                                       | 3      | 2      |
| Sorbus aria – Mehlbeere                                                  | 2      | 0      |
| Euonymus europaea – Pfaffenhütchen                                       | 0      | 2      |
| Crataegus montanus                                                       | 2      | 0      |
| Prunus prostrata                                                         | 0      | 2      |
| Lonicera glutinosa – Klebrige Heckenkirsche                              | 3      | 0      |
| Rosa pendulina – Gebirgs-Rose                                            | 0      | 2      |
| Sesleria autumnalis – Herbst-Blaugras                                    | 5      | 4      |
| Aremonia agremonoides – Aremonie                                         | 2      | 2      |
| Heracleum sphondylium – Wiesen-Bärenklau                                 | 3      | 0      |
| Asphodelus albus – Weißer Affodill                                       | 2      | 2      |
| Lilium martagon var. cattaniae – Lilium martagon var. cattaniae,         | 2      | 2      |
| Iris orjenii – Orjen-Schwertlilie                                        | 0      | 2      |
| Bryonia dioica – Rotfrüchtige Zaunrübe                                   | 2      | 2      |
| Dentaria enneaphyllos – Quirlblättrige Zahnwurz                          | 2      | 0      |
| Hedera helix – Efeu                                                      | 3      | 0      |
| Dioscorea communis – Gemeine Schmerwurz                                  | 3      | 0      |
| Sedum maximum – Große Fetthenne (Hylotelephium telephium subsp. maximum) | 2      | 2      |
| Dryopteris filix-mas – Echter Wurmfarn                                   | 2      | 0      |
| Hieracium murorum – Wald-Habichtskraut                                   | 0      | 2      |
| Pteridium aquilinum – Adlerfarn                                          | 2      | 0      |
| Lamium spec . Taubnesseln                                                | 0      | 2      |
| Anemone nemorosa – Buschwindröschen                                      | 2      | 0      |
| Frangula rupestris – Rhamnus rupestris                                   | 0      | 2      |
| Viola riviniana – Hainveilchen                                           | 2      | 2      |
| Prenanthes purpurea – Hasenlattich                                       | 2      | 0      |
| Polygonatum odoratum – Echtes Salomonssiegel                             | 0      | 2      |
| Dentaria bulbifera – Zwiebel-Zahnwurz                                    | 2      | 2      |
| Melica nutans – Nickendes Perlgras                                       | 2      | 2      |
| Thalictrum minus – Kleine Wiesenraute                                    | 0      | 2      |
| Crocus dalmaticus                                                        | 0      | 2      |
| Cirsium erisithales – Kleb-Kratzdistel                                   | 2      | 0      |
| Sesleria robusta                                                         | 3      | 0      |
| Sedum ochroleucum – Ockergelbe Fetthenne                                 | 2      | 2      |
| Rubus idaeus – Himbeere                                                  | 2      | 0      |
| Cicerbita alpina – Alpen-Milchlattich                                    | 2      | 0      |
| Rosa spec – Rosen                                                        | 0      | 2      |
| Vicia cracca – Vogel-Wicke                                               | 0      | 2      |
| Convallaria majalis – Maiglöckchen                                       | 2      | 0      |
| Festuca ovina – Echter Schaf-Schwingel                                   | 0      | 3      |
| Fragaria vesca – Walderdbeere                                            | 2      | 0      |
| Myrrhis odorata – Süßdolde                                               | 5      | 0      |
| Asyneuma pichleri                                                        | 2      | 0      |
| Geranium robertianum – Ruprechtskraut                                    | 2      | 0      |
| Galium lucidum – Glanz-Labkraut                                          | 0      | 5      |
| Thalictrum aquilegifolium – Akeleiblättrige Wiesenraute                  | 0      | 2      |

## Systematik

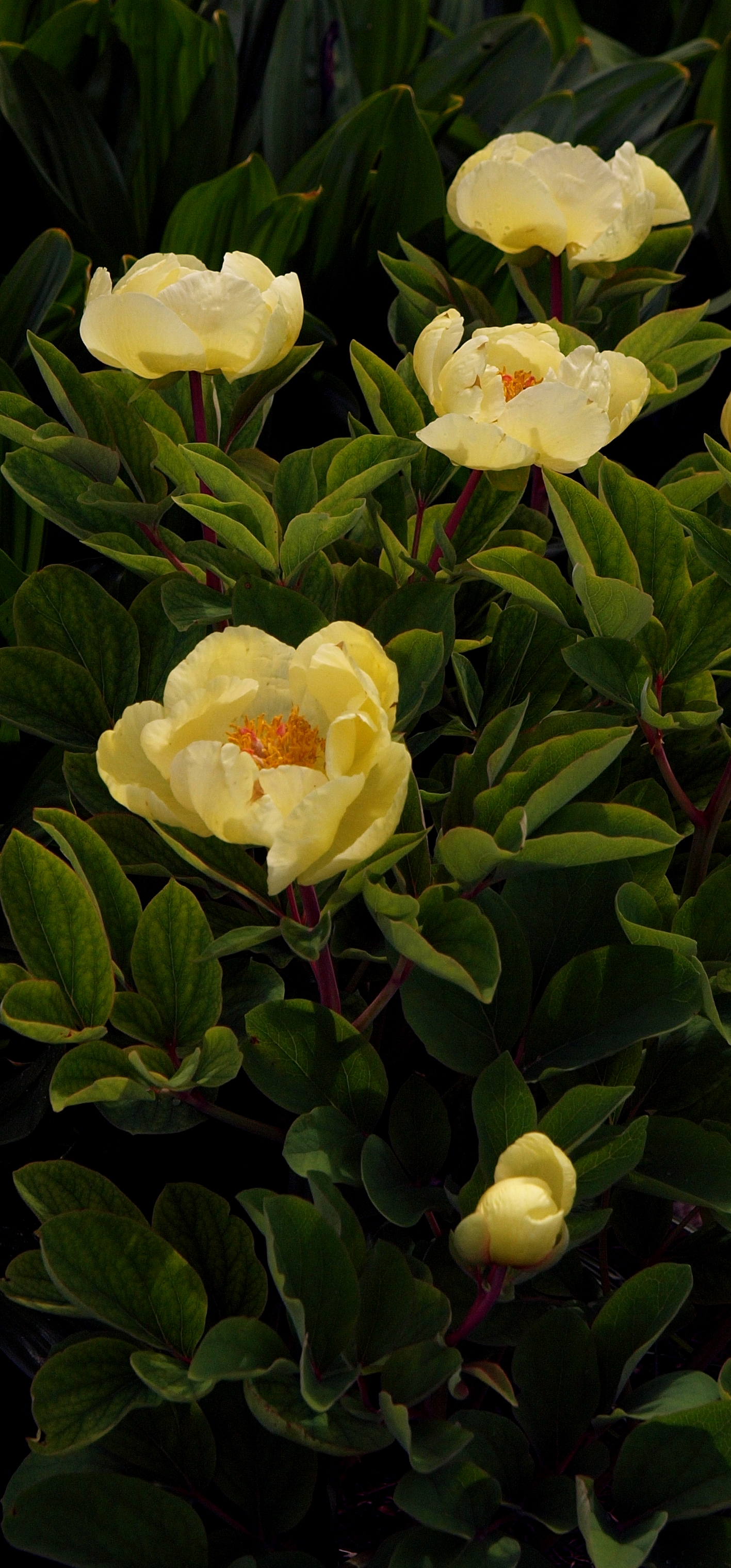
Paeonia daurica subsp. mlokosewitschii im Botanischen Garten München

Während der pleistozänen Eiszeit kam es durch klimatische Fluktuationen im Mittelmeerraum zur intensiven horizontalen und vertikalen Wanderung vieler Pflanzensippen. Die heute überwiegend tetraploiden Päonien in den Gebirgen im Mittelmeerraum sind damit meist hybriden Ursprungs. Die Schwierigkeit, die Fülle der durch Hybridisierung entstanden einzelnen Formen der Päonien zu differenzieren, hat zu taxonomischer Synonymie und kontroverser Klassifikationen der Gattung beigetragen.
So wurde die Krim-Pfingstrose 1807 von Henry Charles Andrews als Paeonia daurica beschrieben, allerdings existiert auch das Artsynonym Paeonia triternata Pall.; daneben wurde sie auch als Unterart der Großblättrigen Pfingstrose unter dem Namen Paeonia mascula subsp. triternata angesehen. Dieser immer noch gebräuchliche Name ist wissenschaftlich noch ein Synonym. Paeonia daurica ist zwar mit Paeonia mascula eng verwandt, hat aber genug Eigenständigkeit, einen eigenen Artstatus zu tragen. Unterschiede in der Chromosomenzahl (2n = 10 bei Paeonia daurica, dagegen 2n = 20 bei Paeonia mascula) und eine Reihe morphologisch eindeutig diakritischer Merkmale erhärten diese Vorstellung.
Schwierig sind die Verhältnisse im Komplex der vielfältigen kaukasisch-vorderasiatischen Päonien. Bei ihnen wurde der taxonomische Artbegriff in der Vergangenheit oft weit gefasst. Fast jede individuelle Population wurde schon als eigene Art beschrieben. Durch instabile Merkmalsvariation (Polymorphismus) sind ehemals eigenständige Arten nach eingehender Revision der Gruppe nur mehr als Unterarten von Paeonia daurica aufzufassen.
Die kontroverse Diskussion des Unterarten-Komplexes der Paeonia daurica hat eine Vielfalt der unterschiedlichen Behandlung der Art gebracht. Während selbst Paeonia daurica sensu stricto lange nur als Unterart von Paeonia mascula angesehen wurde (Paeonia mascula subsp. triternata), sind die kaukasischen Vertreter des Komplexes oft aufgrund minimaler Unterschiede als völlig eigenständige Arten beschrieben. So wurde praktisch jede individuelle Population in den Artstatus gehoben.
So kam Kemularia-Nathadze 1961 in einer Revision des Komplexes Paeonia daurica auf 9 Arten. Nach neueren Erkenntnissen und einem anderen taxonomischen Verständnis, das dem erheblichen Polymorphismus der Gruppe Rechnung trägt, ist nur eine einzige Spezies zu verteidigen. Damit ist Paeonia daurica eine Art mit sechs und mehr anerkannten geographischen Unterarten:
Paeonia daurica subsp. daurica – Die Nominatform „Krim-Pfingstrose“
Paeonia daurica subsp. mlokosewitschii (Lomakin) D.Y.Hong – „Mlokosewitschs Pfingstrose“
Paeonia daurica subsp. coriifolia (Rupr.) D.Y. Hong – „Kaukasus-Pfingstrose“
Paeonia daurica subsp. macrophylla (Albov) D.Y.Hong
Paeonia daurica subsp. tomentosa (Lomakin) D.Y. Hong
Paeonia daurica subsp. velebitensis D.Y.Hong
Paeonia daurica subsp. wittmanniana (Hartwiss ex Lindl.) D.Y. Hong – „Wittmanns Pfingstrose“
Paeonia daurica nothosubsp. lagodechiana (Kem.-Nath.) Halda ist die Hybride zwischen Paeonia daurica subsp. coriifolia × Paeonia daurica subsp. mlokosewitschii.

### Paeonia dauricasubsp.daurica: Krim-Pfingstrose
Dies ist die Nominatform; Synonyme sind Paeonia triternata, Paeonia mascula subsp. triternata (Boiss.) Stearn & P.H.Davis, Paeonia corallina subsp. triternata.
Die Blätter sind oblong (rund), am Rand unduliert (gewellt); der Apex ist rund, die Blütenfarbe pink. Die Nominatform ist auf Kalk in Mischwäldern der Krim, den Karpaten in Südrumänien, den Südost-Dinariden Orjen sowie im Pindus in Nordgriechenland in Höhen von 1000 bis 1500 m verbreitet. Ihr Verbreitungsgebiet reicht von Kroatien bis zur Krim und von der nördlichen und südlichen Türkei bis zum Libanon. Sie ist diploid mit 2n = 10.

### Paeonia dauricasubsp.coriifolia(Rupr.) D.Y. Hong: Kaukasus-Pfingstrose
Synonyme sind Paeonia caucasica (Schipcz.) Schipcz., Paeonia ruprechtiana und Paeonia kavachensis Azn.
Die Blätter sind ovat (eiförmig); sie sind unbehaart oder mit leicht villoser Behaarung. Die Blütenfarbe ist dunkelrot. Diese Unterart ist in Laubmischwäldern des Westkaukasus und des zentralen Kaukasus unterhalb 1000 m NN verbreitet. Sie ist diploid mit 2n = 10.

### Paeonia dauricasubsp.macrophylla(Albov) D.Y. Hong
Ein Synonym ist Paeonia macrophylla Lomakin.
Diese Unterart hat die größten Blätter aller Pfingstrosen. Villose oder pillose Indumetum der Blätter; die Fruchtblätter (Karpelle) sind jedoch unbehaart (fast alle anderen Unterarten haben behaarte Karpelle). Diese Unterart ist montan, subalpin und alpin in der nordwestlichen Türkei und im südwestlichen Georgien (Adjarien) verbreitet. Das Verbreitungsgebiet reicht von der nordöstlichen Türkei bis Armenien. Sie ist tetraploid mit 2n = 20.

### Paeonia dauricasubsp.mlokosewitschii(Lomakin) D.Y. Hong: Mlokosewitschs Pfingstrose

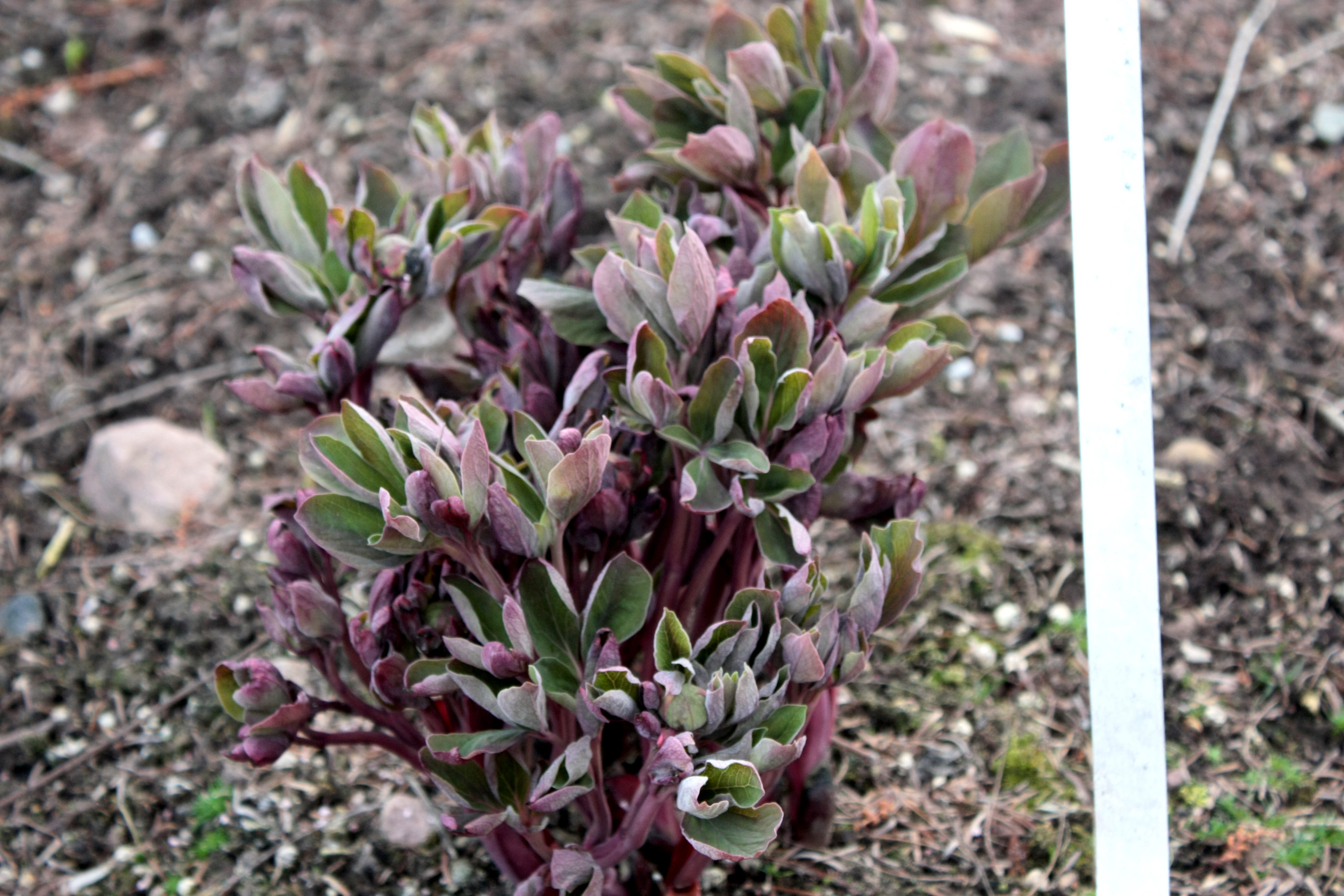
Eine Paeonia daurica subsp. mlokosewitschii im frühen Frühling

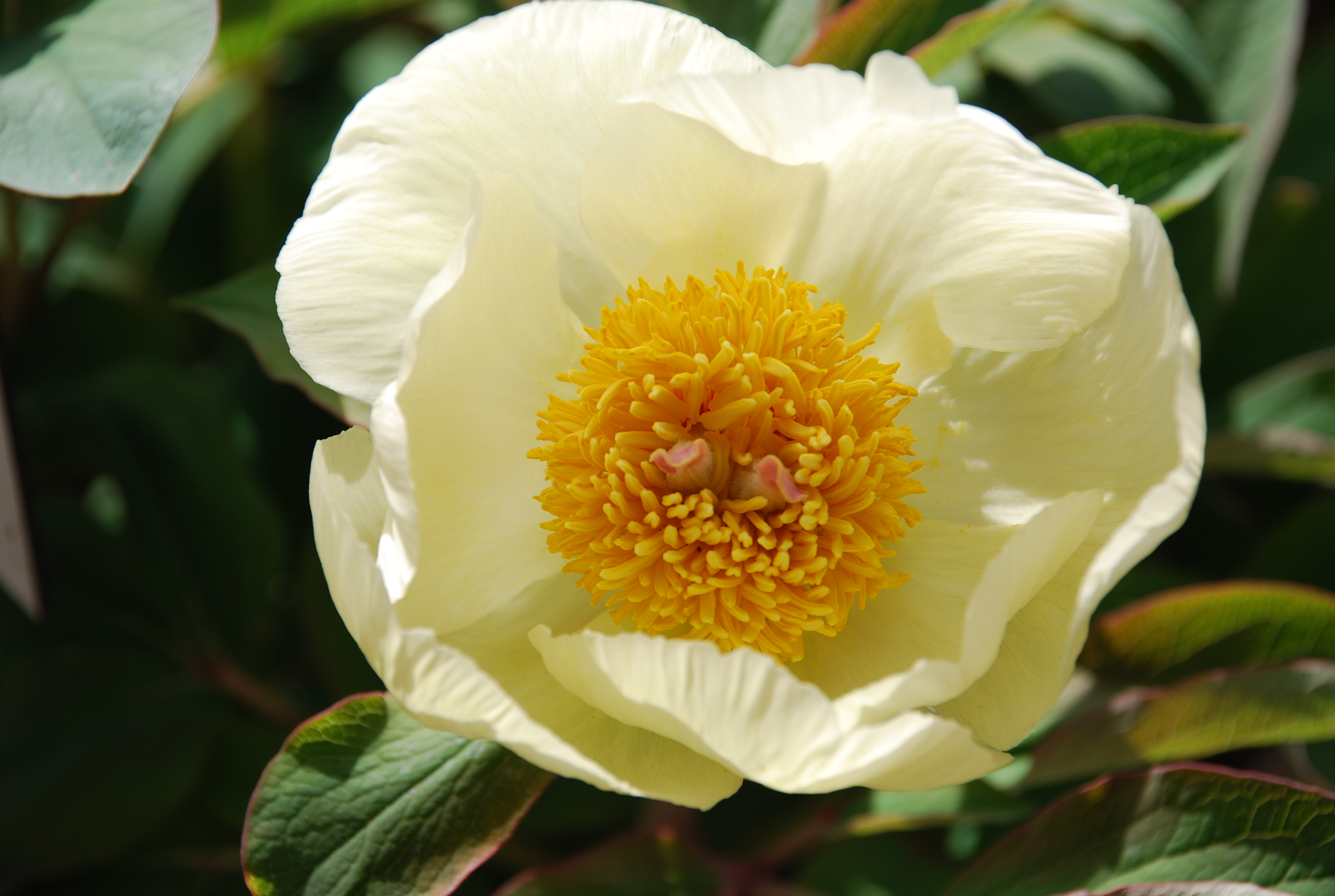
Paeonia daurica subsp. mlokosewitschii im Botanischen Garten von Bonn

Ein Synonym ist Paeonia mlokosewitschii Lomakin.
Die Blätter sind obovat bis rund und auf der Unterseite stark puberlous behaart. Die Blütenfarbe ist gelb, weiß und manchmal mit rotem Basalfleck. Diese Unterart ist im Zentralkaukasus in Mischwäldern oberhalb 1000 m NN verbreitet. Sie ist diploid mit 2n = 10.

### Paeonia dauricasubsp.tomentosa(Lomakin) D.Y. Hong

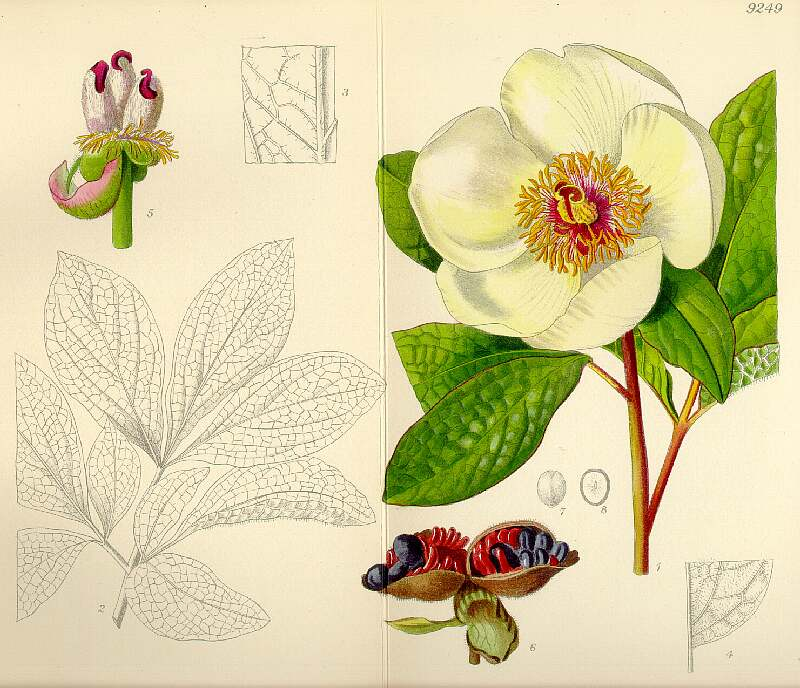
Paeonia daurica subsp. tomentosa, Lithographie aus Curtis's Botanical Magazine 1931

Ein Synonym ist Paeonia tomentosa (Lomak.) N.Busch ex Grossh.
Die Blätter dieser Unterart sind auf der Unterseite villos und/oder pillos behaart; die Petalen sind blassgelb mit rötlichen Basalflecken; die Karpelle sind meist dicht tomentos behaart. Die Unterart ist im südöstlichen Kaukasus in Aserbaidschan bis zum Nordiran (Elburs-Gebirge) verbreitet. Sie ist tetraploid mit 2n=20.

### Paeonia dauricasubsp.velebitensisD.Y.Hong
Sie kommt in Kroatien vor.

### Paeonia dauricasubsp.wittmanniana(Hartwiss ex Lindl.) D.Y. Hong: Wittmanns Pfingstrose
Synonyme sind Paeonia wittmanniana Hartwiss ex Lindl. und Paeonia steveniana Kem.-Nath.
Diese Unterart besitzt große Blätter, die unbehaart oder pillos bzw. villos behaart sind. Die Karpellen sind unbehaart, die Blütenfarbe ist weiß. Die Heimat dieser Unterart liegt im Westkaukasus (Georgien und Abchasien) in Mischwäldern auf Höhenlagen zwischen (800) 1200 und 2200 m NN. Sie ist tetraploid mit 2n = 20.

## Heilwirkung
Paeonia daurica ist in der Türkei als Heilpflanze ausgewiesen. Die rübenförmigen Wurzeln enthalten große Mengen an Monoterpenoiden und Acetophenon-Derivaten.

## Gärtnerisches
Die Krim-Pfingstrose wird als Zierpflanze verwendet. Insbesondere die gelbblühende Unterart Paeonia daurica  subsp. mlokosewitschii (Mlokosewitschs Kaukasus-Päonie) ist eine gefragte Wildart, die bei allen Umfragen der Fachgruppe Päonien der GdS unter den Siegern ist.
Alle Formen von Paeonia daurica eignen sich für die Gartengestaltung. Die höherwüchsigen Unterarten (Paeonia daurica subsp. tomentosa, Paeonia daurica subsp. wittmanniana, Paeonia daurica subsp. macrophylla) sind schöne Solitärstauden für schattige Standorte im Garten, während sich die Unterarten Paeonia daurica subsp. coriifolia, Paeonia daurica subsp. mlokosewitschii und Paeonia daurica subsp. daurica gut für den Steingarten und das Alpinum eignen. Geeignete Partner der Krim-Pfingstrose sind Schwertlilien, wie die Bleiche Schwertlilie (Iris pallida) und die Deutsche Schwertlilie oder Bartiris (Iris germanica, auch die Varietät Iris germanica var. florentina), aber auch Rittersporn, Vergissmeinnicht, Farne und Gräser. Geeignete begleitende Sträucher sind Kultivare des Gewöhnlichen Schneeballs (Viburnum opulus) und die Zaubernuss-Art Hamamelis virginiana.
Als Element des Bauerngartens wirken Obstbäume (Pflaume, Apfel) zusammen mit Pfingstrosen besonders gut. Sie können auch neben einem Lattenzaun gepflanzt eine schöne Wirkung entwickeln.